# Società Polisportiva Ars et Labor 1922-1923
Questa pagina raccoglie i dati riguardanti la Società Polisportiva Ars et Labor nelle competizioni ufficiali della stagione 1922-1923.

## Stagione
Dopo un anno di trattative, la scissione federale rientra e si procede alla riunificazione dei campionati sotto l'egida della FIGC. Per definire i quadri sono necessarie delle gare di qualificazione, cui prende parte anche l'Inter. La SPAL invece ha già maturato il titolo grazie allo splendido piazzamento del campionato 1921-1922 della FIGC, che la portò ad un passo dalla finale scudetto e in pratica al terzo posto assoluto. 
L'entusiasmo in casa ferrarese è alle stelle anche se vi è la consapevolezza che per il nuovo torneo di élite nazionale, servirà una rosa all'altezza. La panchina viene affidata ad un professionista di scuola danubiana, l'ungherese Armand Halmos. Con le 13 reti di Carlo Bay, le 12 di Ilario Preti ed il fondamentale apporto a centrocampo di un astro nascente come Abdon Sgarbi, i biancazzurri disputano un campionato di prim'ordine sempre in lotta per il primato nel girone, che disterà solo 2 punti.

## Rosa
| N. |                   | Ruolo | Calciatore          |
| -- | ----------------- | ----- | ------------------- |
|    | Italia (bandiera) | P     | Oreste Canova       |
|    | Italia (bandiera) | P     | Fusaroli            |
|    | Italia (bandiera) | D     | Ugo Fini            |
|    | Italia (bandiera) | D     | Luppi               |
|    | Italia (bandiera) | D     | Giuseppe Preti (I)  |
|    | Italia (bandiera) | D     | Giuseppe Ticozzelli |
|    | Italia (bandiera) | C     | Carlo Banfi         |

| N. |                   | Ruolo | Calciatore         |
| -- | ----------------- | ----- | ------------------ |
|    | Italia (bandiera) | C     | Antonio Manfredini |
|    | Italia (bandiera) | C     | Abdon Sgarbi       |
|    | Italia (bandiera) | A     | Carlo Bay          |
|    | Italia (bandiera) | A     | Carlo Dabbene      |
|    | Italia (bandiera) | A     | Eugenio Negri      |
|    | Italia (bandiera) | A     | Ilario Preti (II)  |
|    | Italia (bandiera) | A     | Vassarotti         |

## Risultati

### Prima Divisione Nord (girone C)

#### Girone di andata
| Arbitro: | Tessari (Vicenza) |

|                        |           |            |
| Banfi 30’ Preti II 38’ | Marcatori | 57’ Cusano |

| Arbitro: | Gera (Torino) |

|  |           |                |
|  | Marcatori | 85’ Vassarotti |

| Arbitro: | Muttoni (Treviglio) |

|                                |           |  |
| Frisoni I 30’ Bonardi 81’, 88’ | Marcatori |  |

| Arbitro: | Bertazzoni (Modena) |

|                    |           |                        |
| Frisoni I 87’, 90’ | Marcatori | 30’ Preti II 62’ Banfi |

| Arbitro: | Majani (Torino) |

|                                    |           |  |
| Bay 20’, 24’, 36’, 76’ Dabbene 61’ | Marcatori |  |

| Arbitro: | Fontana (Bologna) |

|                 |           |        |
| Fini 12’ (aut.) | Marcatori | 1’ Bay |

| Arbitro: | A.Gama Sr. (Milano) |

|              |           |  |
| Preti II 71’ | Marcatori |  |

| Arbitro: | Pasquinelli (Bologna) |

|         |           |                |
| Bay 24’ | Marcatori | 85’ Gambarotta |

| Arbitro: | Majani (Torino) |

|             |           |  |
| Paolini 65’ | Marcatori |  |

| Arbitro: | Canepa (Savona) |

|              |           |                        |
| Veronesi 20’ | Marcatori | 10’, 60’ Bay Banfi 30’ |

| Arbitro: | Barnabò (Milano) |

|              |           |  |
| Vergnano 73’ | Marcatori |  |

| Arbitro: | Bertazzoni (Modena) |

|         |           |  |
| Bay 39’ | Marcatori |  |

#### Girone di ritorno
| Arbitro: | A.Gama Sr. (Milano) |

|                |           |  |
| Chiominato 64’ | Marcatori |  |

| Arbitro: | Fontana (Bologna) |

|                                    |           |               |
| Saettone 27’ (aut.) Vassarotti 84’ | Marcatori | 46’ Chiabotto |

| Arbitro: | Bistoletti (Milano) |

|              |           |  |
| Bay 49’, 77’ | Marcatori |  |

| Arbitro: | Grossi (Milano) |

|                             |           |  |
| Preti II 38’, 79’ Banfi 88’ | Marcatori |  |

| Arbitro: | Merani (La Spezia) |

|                    |           |                      |
| Moscardini 1’, 75’ | Marcatori | 52’ Preti II 90’ Bay |

| Arbitro: | G.Crivelli Jr. (Milano) |

|                       |           |  |
| Ticozzelli 73’ (rig.) | Marcatori |  |

| Arbitro: | Grossi (Milano) |

|                           |           |             |
| Baloncieri 21’ Tosini 60’ | Marcatori | 75’ Dabbene |

| Arbitro: | Gera (Torino) |

|             |           |              |
| Rebuffo 53’ | Marcatori | 30’ Preti II |

| Arbitro: | Bertazzoni (Modena) |

|                                    |           |  |
| Ticozzelli 49’ (rig.) Preti II 53’ | Marcatori |  |

| Arbitro: | Sanguineti (Genova) |

|                          |           |  |
| Preti II 3’, 87’ Bay 71’ | Marcatori |  |

| Arbitro: | Majani (Torino) |

|                                          |           |  |
| Sgarbi 21’ Dabbene 56’ Preti II 89’, 90’ | Marcatori |  |

| Arbitro: | A.Gama Sr. (Milano) |

|                       |           |            |
| Meneghetti 21’ (rig.) | Marcatori | 55’ Sgarbi |

## Statistiche

### Statistiche di squadra
| Competizione    | Punti | In casa | In casa | In casa | In casa | In casa | In casa | In trasferta | In trasferta | In trasferta | In trasferta | In trasferta | In trasferta | Totale | Totale | Totale | Totale | Totale | Totale | DR  |
| Competizione    | Punti | G       | V       | N       | P       | Gf      | Gs      | G            | V            | N            | P            | Gf           | Gs           | G      | V      | N      | P      | Gf     | Gs     | DR  |
| --------------- | ----- | ------- | ------- | ------- | ------- | ------- | ------- | ------------ | ------------ | ------------ | ------------ | ------------ | ------------ | ------ | ------ | ------ | ------ | ------ | ------ | --- |
| Prima Divisione | 30    | 11      | 10      | 1       | 0       | 25      | 2       | 11           | 2            | 5            | 4            | 12           | 13           | 22     | 12     | 6      | 4      | 37     | 15     | +22 |